# Hivern en Finnmark
Hivern en Finnmark (Finnmark, Vinter en noruec) és una pintura de paisatge de l'artista noruega Anna-Eva Bergman realitzada l'any 1966 i que forma part de la col·lecció de la Fundació Hertung Bergman a Antíbol (França). A l'abril de 2016, la pintura Hivern en Finnmark va ser seleccionada com una de les deu més grans obres artístiques de Noruega pel projecte Europeana.
Anna-Eva Bergman fou una pintora noruega, encara que la major part de la seva obra la va realitzar a França, on va participar en nombroses exposicions fins a l'any de la seva defunció, el 1987. Els seus principis en l'art van ser les il·lustracions per a llibres tant aliens com escrits per ella mateixa. Als últims quaranta anys de la seva producció artística es va decantar per la pintura de caràcter abstracte i inspirada en la natura; buscant noves tècniques, empra en les seves obres làmines metàl·liques d'alumini, plata i or.
A partir dels anys 1950 comença a realitzar pintures i dibuixos sobre el paisatge del nord de Noruega a conseqüència d'un viatge que va realitzar per tota aquesta zona. La pintura, que té unes dimensions de 150 × 300 cm, està realitzada amb làmina d'alumini que, aplicada sobre la tela i amb la seva tècnica especial, aconsegueix donar llums especials a la seva pintura. Representa un paisatge àrtic de la regió de Finnmark de Noruega propera a la frontera amb Rússia (Múrmansk). Hi ha un fort contrast expressat amb zones clares i fosques, en línies horitzontals, que representen els objectes de la neu en l'hivern del nord fosc; la relació entre la llum i les ombres del paisatge creen un efecte de perspectiva i permet a l'espectador de la pintura mirar més enllà de la tundra de Finnmark.